# Suzy Camelia-Römer

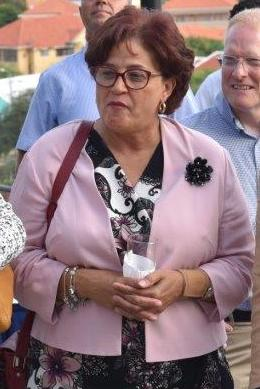
Suzy Camelia-Römer, 2017

Susanne „Suzy“ Fransisca Coromoto Camelia-Römer (Geburtsname: Susanne Fransisca Coromoto Römer, * 4. Januar 1959 in Curaçao) ist eine Politikerin der Niederländischen Antillen sowie von Curaçao, die unter anderem 1993 sowie 1998 bis 1999 Premierministerin der Niederländischen Antillen war.

## Leben
Suzy Camelia-Römer absolvierte nach dem Schulbesuch ein Studium der Rechtswissenschaften an der Reichsuniversität Groningen, das sie 1981 abschloss. 1992 wurde sie als Mitglied der Nationalen Volkspartei NVP (Nationale Volkspartij) als Justizministerin in die Regierung von Premierminister Maria Liberia-Peters berufen und hatte dieses Ministeramt bis 1994 inne. Nach dem Rücktritt von Liberia-Peters am 25. November 1993 übernahm sie kommissarisch das Amt der Premierministerin, das sie bis zu ihrer Ablösung durch Alejandro Felippe Paula am 28. Dezember 1993 knapp einen Monat bekleidete. Sie war ferner zeitweise Vorsitzende der Nationalen Volkspartei und hatte diese Funktion bis zu ihrem Rücktritt 2002 inne.
Am 14. Mai 1998 löste Suzy Camelia-Römer Miguel Pourier als Premierministerin ab und bekleidete zugleich bis zu ihrer Ablösung durch Miguel Pourier am 8. November 1999 auch das Amt der Ministerin für allgemeine Angelegenheiten. Danach fungierte sie vom November 1999 bis Juni 2002 im Kabinett Pourier als Vize-Premierministerin sowie als Ministerin für Wirtschaft und den Nationalen Wiederaufbauplan. Nach ihrem Ausscheiden aus der Regierung nahm sie 2002 eine Tätigkeit in der Privatwirtschaft auf.
2015 übernahm Suzy Camelia-Römer in der Regierung von Curaçao das Amt als Ministerin für Verkehr, Transport, Stadtentwicklung und Stadtplanung und hatte dieses bis 2017 inne.